# مارت ترابر
مارت گیلت ترابر (زادهٔ ۱۹۵۰) یک پژوهشگر زیست‌شیمی‌دان آمریکایی است. او استاد آوا هلن پاولینگ در مؤسسه لینوس پاولینگ در دانشگاه ایالتی اورگن است.

## زندگی و تحصیلات اولیه
ترابر در سال ۱۹۵۰ در استاکتون، کالیفرنیا از پدری شیرفروش و مادری مهاجر از استونی زاده شد. او در دانشگاه کالیفرنیا، برکلی در دهه ۱۹۷۰ در رشته کارشناسی علوم و دکترا در تغذیه تحصیل کرد. پس از فارغ‌التحصیلی، همراه با همسرش بیف به نیوجرسی رفت و یک موقعیت پاره‌وقت در دانشگاه راتگرز برای کمک به دانشجویان تحصیلات تکمیلی پذیرفت.

## حرفه
پس از یک دوره نه‌ماهه در دانشگاه راتگرز، ترابر به‌عنوان دانشمند پژوهشی در دانشکده پزشکی گراسمن دانشگاه نیویورک مشغول به کار شد. در این دوران، او به پژوهش دربارهٔ ویتامین ئی علاقه‌مند شد، زیرا کمبود آن به اختلالات عصبی نسبت داده می‌شد. ترابر همراه با یک تیم پژوهشی به مطالعه گیرنده‌های لیپوپروتئین با چگالی پایین در افرادی که از اختلالات ارثی بیماری‌های متابولیک رنج می‌بردند پرداخت. این امر، او و همکارانش را به سوی بررسی جذب و انتقال ویتامین ئی سوق داد.
ترابر به مدت ۱۷ سال در نیویورک ماند و سپس به‌عنوان زیست‌شیمی‌دان پژوهشی همکار در دانشگاه محل تحصیل خود مشغول به کار شد. در این جایگاه، تیم تحقیقاتی او شواهدی یافت که نشان می‌داد گاما-توکوفرول نقش مهم و مکملی در بدن ایفا می‌کند، مشابه نقش مکمل‌های ویتامین ئی دارای آلفا-توکوفرول. در سال ۱۹۹۸، ترابر یک موقعیت هیئت‌علمی دارای حق عضویت دائمی در دانشگاه ایالتی اورگن پذیرفت تا به بررسی سوخت‌وساز ویتامین ئی و نقش آن در بیماری‌های دژنراتیو بپردازد.

### دانشگاه ایالتی اورگن
با پیوستن به هیئت علمی دانشگاه ایالتی اورگن، ترابر به عضویت پنل آنتی‌اکسیدان‌ها و مواد مغذی مرتبط، هیئت تغذیه و غذا در آکادمی ملی علوم ایالات متحده منصوب شد. در این نقش، او به افزایش میزان توصیه‌شده مصرف روزانه ویتامین ئی به ۱۵ میلی‌گرم کمک کرد. تا سال ۲۰۰۵، ترابر همچنان از مزایای ویتامین ئی حمایت می‌کرد و به‌عنوان پژوهشگر اصلی در یک مطالعه دربارهٔ فواید آن برای ورزشکاران فعالیت داشت. تیم تحقیقاتی‌اش به بررسی مزایای مکمل‌های ویتامین ئی برای دوندگان یک ماراتن فوق‌العاده به طول ۵۰ کیلومتر پرداختند و دریافتند که این افراد دچار افزایش معمول در اکسیداسیون چربی نشدند. او همچنین با نتایج یک مطالعه ۱۰ ساله روی زنان بالای ۴۵ سال که ویتامین ئی مصرف می‌کردند مخالفت کرد؛ مطالعه‌ای که ادعا می‌کرد این مکمل در پیشگیری از بیماری قلبی مؤثر نیست. ترابر استدلال کرد که آن‌ها نشان ندادند کاهش ۳۴ درصدی در حملات قلبی و کاهش ۴۹ درصدی در مرگ‌های قلبی-عروقی وجود داشته است. او به مطالعه اثرات ویتامین ئی بر کودکان ادامه داد و در سال ۲۰۱۰، یک مطالعه بالینی را رهبری کرد که پیوند احتمالی بین نوروپاتی محیطی و کمبود ویتامین ئی را نشان داد. او به این نتیجه رسید با تحلیل هشت کودک با سوختگی درجه سه که با وجود دریافت رژیم غذایی پرکالری حاوی حدود ۱۵۰ درصد از میزان توصیه‌شده ویتامین، تقریباً نیمی از ذخیره ویتامین ئی خود را از دست داده بودند.
پس از ارتقای ترابر به جایگاه «استاد ممتاز دارای کرسی» در دانشگاه ایالتی اورگن، او دریافت که ویتامین ئی عملکرد ذهنی را در آزمون‌های دقت ذهنی بهبود می‌بخشد و از تحلیل رفتن مغز که معمولاً در بیماری آلزایمر دیده می‌شود، جلوگیری می‌کند. تا سال ۲۰۱۳، ترابر برای «پیشگامی در استفاده از ویتامین ئی نشاندارشده با دوتریوم در مطالعات ارزیابی وضعیت ویتامین ئی در انسان» شناخته شد. او به همین دلیل، جایزه علوم تغذیه DSM را به خاطر «تعهد مادام‌العمر و دستاوردهای علمی در زمینه پژوهش دربارهٔ ویتامین ئی» دریافت کرد. همچنین در سال ۲۰۱۳، جایزه علوم تغذیه شرکت فایزر برای «دستاوردهای پژوهشی اخیر و مهم در درک بنیادین از تغذیه انسانی» را نیز به‌دست‌آورد.
در پی مطالعاتش دربارهٔ ارزیابی وضعیت ویتامین ئی در انسان با استفاده از ایزوتوپ‌های پایدار، ترابر در سال ۲۰۲۱، جایزه کشف از بنیاد تحقیقات پزشکی ایالت اورگن را دریافت کرد. او همچنین به‌عنوان عضو افتخاری بنیاد انجمن تغذیه آمریکا انتخاب شد، به‌پاس «روشن‌سازی سازوکارهای کلیدی در تنظیم فراهمی زیستی، انتقال و فعالیت آنتی‌اکسیدانی ویتامین ئی».

## زندگی شخصی
ترابر و همسرش بیف دارای یک دختر هستند.